# Landelijk kampioenschap amateurvoetbal 2002/03
In het landelijk amateurkampioenschap voetbal van 2002/03 maakten de zes Hoofdklassekampioenen uit wie zich de beste amateurclub van het land mag noemen. De kampioenen van de Zaterdag Hoofdklasse A, B en C spelen in een competitie van 4 speelronden, net als de kampioenen van de Zondag Hoofdklasse A, B en C. Vervolgens werd de finale over twee wedstrijden gespeeld tussen de zaterdag- en zondagkampioen. SV Huizen won van Türkiyemspor in een Noord-Hollands onderonsje en werd landskampioen van het amateurvoetbal.

## Kampioenschap Zaterdag

### Teams
| Klasse | Club           |
| ------ | -------------- |
| A      | Quick Boys     |
| B      | SV Huizen      |
| C      | Harkemase Boys |

### Eindstand
| # | Club           | Ges | W | G | V | Pnt | DV | DT | DS |
| - | -------------- | --- | - | - | - | --- | -- | -- | -- |
| 1 | Huizen         | 4   | 1 | 3 | 0 | 6   | 7  | 5  | +2 |
| 2 | Quick Boys     | 4   | 1 | 2 | 1 | 5   | 6  | 6  | 0  |
| 3 | Harkemase Boys | 4   | 0 | 3 | 1 | 3   | 5  | 7  | −2 |

## Kampioenschap Zondag

### Teams
| Klasse | Club         |
| ------ | ------------ |
| A      | Türkiyemspor |
| B      | HSC'21       |
| C      | SV Meerssen  |

### Eindstand
| # | Club         | Ges | W | G | V | Pnt | DV | DT | DS |
| - | ------------ | --- | - | - | - | --- | -- | -- | -- |
| 1 | Türkiyemspor | 4   | 2 | 2 | 0 | 8   | 7  | 4  | +3 |
| 2 | HSC'21       | 4   | 1 | 3 | 0 | 6   | 7  | 6  | +1 |
| 3 | SV Meerssen  | 4   | 0 | 1 | 3 | 1   | 6  | 10 | −4 |

## Algeheel kampioenschap
| 7 juni 2003  |     |           |
| Türkiyemspor | 0-3 | SV Huizen |

| 14 juni 2003 |     |              |
| SV Huizen    | 1-1 | Türkiyemspor |

|                    |
| Kampioen SV Huizen |

1983/84 · 1984/85 · 1985/86 · 1986/87 · 1987/88 · 1988/89 · 1989/90 · 1990/91 · 1991/92 · 1992/93 · 1993/94 · 1994/95 · 1995/96 · 1996/97 · 1997/98 · 1998/99 · 1999/00 · 2000/01 · 2001/02 · 2002/03 · 2003/04 · 2004/05 · 2005/06 · 2006/07 · 2007/08 · 2008/09 · 2009/10 · 2010/11 · 2011/12 · 2012/13 · 2013/14 · 2014/15 · 2015/16